# Przemysław Semczuk
Przemysław Semczuk (ur. 16 września 1972 w Głubczycach) – polski dziennikarz, publicysta i pisarz specjalizujący się w tematyce historii Polski okresu PRL.

## Życiorys
Pracę w zawodzie dziennikarskim rozpoczął w 1991 jako reporter lokalnej telewizji Test nadającej na terenie Jeleniej Góry, jednocześnie pisał teksty reporterskie w dzienniku „Gazeta Robotnicza”. Następnie przez kilka lat pracował jako menedżer.  
Do zawodu dziennikarza powrócił w 2006 jako publicysta tygodnika „Newsweek Polska”. Był jednym z współtwórców programu telewizyjnego „Cienie PRL-u”, realizowanego przez TVP. Publikował także w czasopismach takich jak: „Wprost”, „Focus Historia”, „Wysokie Obcasy Extra”, „Playboy”. Współpracuje z Radiem RMF Classic, prowadząc na antenie audycje w cyklu „Zbrodnie ekranowe”.  
Za książkę Wampir z Zagłębia (dotyczącą Zdzisława Marchwickiego) otrzymał w 2017 Kryształową Kartę Polskiego Reportażu podczas Festiwalu Reportażu w Lublinie. Na tym samym festiwalu w 2018 książka Kryptonim Frankenstein została wyróżniona nagrodą publiczności. We wrześniu 2018 powieść kryminalna Tak będzie prościej zdobyła nagrodę "Srebrnego kluczyka" przyznaną przez Prezydenta Miasta Jeleniej Góry i Tygodnik Nowiny Jeleniogórskie w kategorii literatura. W 2016 rozpoczął współpracę z „Maszyną do Pisania”, prowadząc warsztaty reportażu oraz kreatywnego pisania opowiadań. 

## Twórczość
- Zatajone katastrofy PRL (Ringier Axel Springer Polska, Warszawa 2011; ISBN 978-83-7558-921-4)
- Czarna wołga. Kryminalna historia PRL (Społeczny Instytut Wydawniczy „Znak”, Kraków 2013; ISBN 978-83-240-2129-1 współpraca: Violetta Krasnowska-Sałustowicz)
- Maluch. Biografia (Społeczny Instytut Wydawniczy „Znak”, Kraków 2014; ISBN 978-83-240-3236-5)
- Magiczne dwudziestolecie (Dom Wydawniczy PWN, Warszawa 2014; ISBN 978-83-7705-518-2)
- Wampir z Zagłębia (Społeczny Instytut Wydawniczy „Znak”, Kraków 2016; ISBN 978-83-240-4095-7)
- Kryptonim Frankenstein (Grupa Wydawnicza Foksal, Wydawnictwo W.A.B., Warszawa 2017; ISBN 978-83-280-4636-8)
- Tak będzie prościej (Dom Wydawniczy „Rebis”, Poznań 2018; ISBN 978-83-8062-368-2)
- Czarna wołga. Kryminalna historia PRL (wydanie rozszerzone) (Wydawnictwo Świat Książki. Warszawa 2018; ISBN 978-83-813-9101-6)
- M jak morderca: Karol Kot – wampir z Krakowa (Wydawnictwo Świat Książki, Warszawa 2019; ISBN 978-83-813-9244-0)
- Wybrałem Pol(s)kę. Imigranci w PRL (Wydawnictwo Naukowe PWN, Warszawa 2019; ISBN 978-83-01-20521-8)
- To nie przypadek (Dom Wydawniczy „Rebis”, Poznań 2019; ISBN 978-83-8062-510-5)
- Cyklon (Wydawnictwo Świat Książki. Warszawa 2020; ISBN 978-83-813-9581-6)
- Wampir z Zagłębia (wydanie rozszerzone) (Wydawnictwo Świat Książki. Warszawa 2021; ISBN 978-83-813-9599-1)